# Waiting for the Night
Waiting for the Night ist das erste Live-Album der norwegischen Hard-Rock-Band Audrey Horne. Es erschien am 28. Februar 2020 über Napalm Records.

## Entstehung
Laut dem Gitarristen Arve Isdal habe die Band schon lange geplant, ein Live-Album aufzunehmen und zu veröffentlichen. Mehrfache Versuche zur Umsetzung scheiterten an technischen Problemen, entweder in Sachen Audio oder Video. Außerdem wäre die Band „unglaublich langsam“. Anlässlich des 15-jährigen Jubiläums der Veröffentlichung des Debütalbums No Hay Banda wurde ein neuer Anlauf unternommen, bei dem alles klappte. Es wurden zwei Konzerte von Audrey Horne in ihrer Heimatstadt Bergen mitgeschnitten. Zum einen den Auftritt beim Bergenfest am 12. Juni 2018 sowie das Konzert im USG Verftet am 10. November 2018. Dass der Auftritt beim Bergenfest mitgeschnitten wurde erfuhren die Musiker erst nach dem Auftritt.
Von dem Alben No Hay Banda und Le Fol sind jeweils ein Titel verwendet worden. Jeweils zwei Titel stellen die Alben Audrey Horne, Youngblood und Pure Heavy, während das aktuelle Studioalbum Blackout mit sechs Titeln vertreten ist. Das Album erscheint auf CD+Blu-ray sowie auf LP+BluRay, wobei die LP-Version auf schwarzem sowie auf lila Vinyl erhältlich ist. Darüber hinaus veröffentlichte Napalm Records noch ein auf 333 Exemplare limitiertes Earbook. Dieses enthält neben der CD und der BluRay noch eine exklusive 7"-Single mit den Liedern Rose Alley und Dead.

## Titelliste
| CD/LP | BluRay |
| --- | --- |
| 1. This Is War – 6:12 2. Audrevolution – 3:11 3. Youngblood – 5:27 4. Blackout – 4:10 5. Out of the City – 4:18 6. Sail Away – 3:30 7. Midnight Man – 6:16 8. Light Your Way – 3:55 9. California – 3:49 10. Weightless – 4:05 11. Threshold – 6:23 12. Blaze of Ashes – 6:32 13. Waiting for the Night – 6:26 14. Redemption Blues – 4:04 15. Straight into Your Grave – 4:24 | 1. Redemption Blues (Verftet, Bergen 2018) 2. Straight into Your Grave (Verftet, Bergen 2018) 3. This Is War (Paris 2018) 4. Blackout (Bergenfest 2018) 5. Wolf in My Heart (Verftet, Bergen 2018) 6. Youngblood (Bergenfest 2018) 7. Weightless (Verftet, Bergen 2018) 8. Pretty Little Sunshine (Paris 2018) 9. Sail Away (Verftet, Bergen 2018) 10. Threshold (Verftet, Bergen 2018) 11. There Goes a Lady (Verftet, Bergen 2018) 12. Waiting for the Night (Verftet, Bergen 2018) 13. Blaze of Ashes (Verftet, Bergen 2018) 14. The beginning (early days Bergen 2003-2004) 15. Uken 2006 16. Release "Audrey Horne" Bergen 2010 17. Paris 2018 18. Karmøygeddon 2019 |

## Rezeption

### Rezensionen
Sebastian Kessler vom deutschen Magazin Metal Hammer schrieb, dass Waiting for the Night daran erinnert, dass „die Hard-Rocker um Sänger Torkjell „Toschie“ Rød und Gitarrist Arve „Ice Dale“ Isdal eine fantastische Liveband sind“. Die 16 Songs der CD „machen jede Menge Laune“, allerdings wären die Aufnahmen der Bonus-BluRay „oft dilettantisch“. Kessler vergab fünf von sieben Punkten. Frank Schäfer vom deutschen Magazin Rock Hard schrieb, dass das Livealbum „angesichts ihrer unbestrittenen Bühnenqualitäten ganz schön spät“ veröffentlicht wird. Die Band „zockt ihr Zeug mit Verve, aber die gute Schippe Live-Dreck, die man ja will, ist eben auch stets zu hören“. Schäfer verzichtete auf eine Benotung.

### Chartplatzierungen
| ChartsChartplatzierungen | Höchstplatzierung | Wochen |
| ------------------------ | ----------------- | ------ |
| Deutschland (GfK)        | 49 (1 Wo.)        | 1      |